# Мейстріліга
Чемпіона́т Есто́нії з футбо́лу, Ме́йстріліга (ест. Meistriliiga) — вища футбольна ліга Естонії. Ліга розпочала своє існування у 1992 році. У лізі беруть участь 10 команд, кожна команда грає один з одним чотири рази. Сезон триває з березня по листопад. Чемпіон Естонії потрапляє у 2 кваліфікаційний раунд Ліги Чемпіонів. Команди, що зайняли 2, 3 місця і володар національного кубка потрапляють в Лігу Європи. Після закінчення сезону клуб, що зайняв останнє місце вилітає, на зміну йому виходить переможець Першої ліги (Есілііга) (тільки не у випадку, якщо це дубль команди з Мейстріліги, в цьому випадку в Мейстрілігу автоматично виходить наступний клуб), а передостанній клуб з Мейстріліги грає стикові матчі за системою плей-оф із другою командою з Першої ліги (Есілііга).

## Призери

### 1921—1943
| Сезон | Чемпіон    |
| ----- | ---------- |
| 1921  | Спорт      |
| 1922  | Спорт      |
| 1923  | «Калев»    |
| 1924  | Спорт      |
| 1925  | Спорт      |
| 1926  | ФК Таллінн |

| Сезон | Чемпіон    |
| ----- | ---------- |
| 1927  | Спорт      |
| 1928  | ФК Таллінн |
| 1929  | Спорт      |
| 1930  | «Калев»    |
| 1931  | Спорт      |
| 1932  | Спорт      |

| Сезон   | Чемпіон           |
| ------- | ----------------- |
| 1933    | Спорт             |
| 1934    | «Естонія» Таллінн |
| 1935    | «Естонія» Таллінн |
| 1936    | «Естонія» Таллінн |
| 1937/38 | «Естонія» Таллінн |

| Сезон   | Чемпіон           |
| ------- | ----------------- |
| 1938/39 | «Естонія» Таллінн |
| 1939/40 | Олімпія Тарту     |
| 1941    | не проводився     |
| 1942    | Тарту ПСР         |
| 1943    | «Естонія» Таллінн |

### Титули (1921—1943)
| Клуб              | Кількість преремог |
| ----------------- | ------------------ |
| Спорт             | 9                  |
| «Естонія» Таллінн | 6                  |
| «Калев»           | 2                  |
| ФК Таллінн        | 2                  |
| Олюмпія Тарту     | 1                  |
| Тарту ПСР         | 1                  |

### Призери та володар Кубка з 1992
| Сезон     | Чемпіон     | Срібний призер          | Бронзовий призер  | Володар кубку   |
| --------- | ----------- | ----------------------- | ----------------- | --------------- |
| 1992      | Норма       | Еесті Пилевківі (Йихві) | ТВМВ              | не проводився   |
| 1992/1993 | Норма       | Флора                   | Нікол (Таллінн)   | Нікол (Таллінн) |
| 1993/1994 | Флора       | Норма                   | Нікол (Таллінн)   | Норма           |
| 1994/1995 | Флора       | Лантана                 | Транс (Нарва)     | Флора           |
| 1995/1996 | Лантана     | Флора                   | Тевальте-Марлекор | Таллінна Садам  |
| 1996/1997 | Лантана     | Флора                   | Марлекор          | Таллінна Садам  |
| 1997/1998 | Флора       | Таллінна Садам          | Тулевік           |                 |
| 1998      | Флора       | Таллінна Садам          | Лантана           | Флора           |
| 1999      | Левадія     | Тулевік                 | Флора             | Левадія         |
| 2000      | Левадія     | Флора                   | ТВМК              | Левадія         |
| 2001      | Флора       | ТВМК                    | Левадія           | Транс (Нарва)   |
| 2002      | Флора       | Левадія                 | ТВМК              | Левадія         |
| 2003      | Флора       | ТВМК                    | Левадія           | ТВМК            |
| 2004      | Левадія     | ТВМК                    | Флора             | Левадія         |
| 2005      | ТВМК        | Левадія                 | Транс (Нарва)     | Левадія         |
| 2006      | Левадія     | Транс (Нарва)           | Флора             | ТВМК            |
| 2007      | Левадія     | Флора                   | ТВМК              | Левадія         |
| 2008      | Левадія     | Флора                   | Транс (Нарва)     | Флора           |
| 2009      | Левадія     | Калев Сілламяе          | Транс (Нарва)     | Флора           |
| 2010      | Флора       | Левадія                 | Транс (Нарва)     | Левадія         |
| 2011      | Флора       | Нимме Калью             | Транс (Нарва)     | Флора           |
| 2012      | Нимме Калью | Левадія                 | Флора             | Левадія         |
| 2013      | Левадія     | Нимме Калью             | Калев             | Флора           |
| 2014      | Левадія     | Калев                   | Флора             | Левадія         |
| 2015      | Флора       | Левадія                 | Нимме Калью       | Нимме Калью     |
| 2016      | Інфонет     | Левадія                 | Нимме Калью       | Флора           |
| 2017      | Флора       | Левадія                 | Нимме Калью       | ФКІ Таллінн     |
| 2018      | Нимме Калью | ФКІ Левадія             | Флора             | ФКІ Левадія     |
| 2019      | Флора       | ФКІ Левадія             | Нимме Калью       | Транс (Нарва)   |
| 2020      | Флора       | Пайде                   | ФКІ Левадія       | Флора           |
| 2021      | ФКІ Левадія | Флора                   | Пайде             | ФКІ Левадія     |
| 2022      | Флора       | ФКІ Левадія             | Пайде             | Пайде           |
| 2023      | Флора       | ФКІ Левадія             | Калев             | Транс (Нарва)   |
| 2024      | ФКІ Левадія | Нимме Калью             | Пайде             | ФКІ Левадія     |

### Титули (з 1992)
| Клуб        | Титули | Переможні роки                                                                                    |
| ----------- | ------ | ------------------------------------------------------------------------------------------------- |
| Флора       | 15     | 1993–94, 1994–95, 1997–98, 1998, 2001, 2002, 2003, 2010, 2011, 2015, 2017, 2019, 2020, 2022, 2023 |
| Левадія     | 11     | 1999, 2000, 2004, 2006, 2007, 2008, 2009, 2013, 2014, 2021, 2024                                  |
| Лантана     | 2      | 1995–96, 1996–97                                                                                  |
| Норма       | 2      | 1992, 1992–93                                                                                     |
| Нимме Калью | 2      | 2012, 2018                                                                                        |
| ТВМК        | 1      | 2005                                                                                              |
| Інфонет     | 1      | 2016                                                                                              |